# Madeira Andebol SAD
El Balonmano Madeira SAD (en portugués Madeira Andebol SAD) es un equipo femenino de balonmano de Funchal que juega en la primera división portuguesa. No se debe confundir con el Académico Madeira Andebol SAD, club masculino, del que se separó en 2023.

## Historia
Académico Madeira en la temporada 1996/97 y Académico Funchal en la 1997/98 fueron los clubes precursores del ACDF Madeira Andebol SAD, que se fundó en 1998 tras la desaparición competitiva a alto nivel del Académico Funchal. En 2016, tras la fusión de su sección de balonmano con la del C.S. Marítimo, pasó a denominarse Académico Marítimo Madeira Andebol SAD.
De 1999 a 2010 fueron las claras dominadoras de las competiciones femeninas de balonmano lusas, consiguiendo encadenar 10 ligas consecutivas y otras tantas Copas de Portugal y Supercopas. Desde el 2000 ha participado en las fases previas de la Copa de Europa de la EHF, la EHF Cup o la Recopa de Europa, con unos cuartos de final en la temporada 2022-23  donde fue eliminado por el Atlético Guardés.
En 2023 la sección masculina se escindió y formaron dos clubes diferentes, fundándose el actual Madeira Andebol SAD que hereda el histórico competitivo y el palmarés de los anteriores equipos.

### Nombres a lo largo de la historia
- 1998–2000: ACDF Madeira Andebol SAD
- 2000–2016: Madeira Andebol
- 2016–2023: Académico Marítimo Madeira Andebol
- 2023–: Madeira Andebol

## Palmarés
- 15 x Ligas (1999, 2000, 2001, 2002, 2003, 2004, 2005, 2006, 2007, 2008, 2009, 2012, 2016, 2018, 2021)
- 20 x Copas de Portugal (1999, 2000, 2001, 2002, 2003, 2004, 2005, 2006, 2007, 2008, 2009, 2010, 2011, 2012, 2013, 2014, 2015, 2018, 2021, 2024)
- 21 x Supercopas de Portugal (1998, 1999, 2000, 2001, 2002, 2003, 2004, 2005, 2006, 2007, 2008, 2009, 2010, 2011, 2012, 2013, 2014, 2015, 2016, 2017, 2018)